# USS Cummings (DD-365)
DD 365 Cummings (Корабль соединённых штатов Каммингс) — американский эсминец типа «Мэхэн».
Заложен на верфи Bethlehem Steel 26 июня 1934 года. Спущен 11 декабря 1935 года, вступил в строй 25 ноября 1936 года.
Выведен в резерв 16 декабря 1945 года. Из состава ВМС США исключён 28 января 1947 года.
Продан 17 июля 1947 года фирме «Boston Metals Co.» в Балтиморе и разобран на слом.